# Maurice Fontaine
Maurice Fontaine (n. 28 octombrie 1904 la Savigny-sur-Orge – d. 14 iulie 2009 la Paris) a fost un biolog francez.
Domeniul său de cercetare cuprinde: fiziologia comparată, oceanologia, ihtiologia.
În 1991 devine membru de onoare al Academiei Române.